# Lythrum ovalifolium
Lythrum ovalifolium är en fackelblomsväxtart som beskrevs av Georg George Engelmann och Asa Gray. Lythrum ovalifolium ingår i släktet fackelblomstersläktet, och familjen fackelblomsväxter. Inga underarter finns listade i Catalogue of Life.